# Aedes mackerrasi
Aedes mackerrasi är en tvåvingeart som beskrevs av Taylor 1927. Aedes mackerrasi ingår i släktet Aedes och familjen stickmyggor. Inga underarter finns listade i Catalogue of Life.